# Goldschnabel-Sumpfhuhn
Das Goldschnabel-Sumpfhuhn (Mustelirallus erythrops; Syn.: Neocrex erythrops, Porzana erythrops) ist eine Vogelart aus der Familie der Rallen (Rallidae), die in Panama, Kolumbien, Venezuela, Guyana, Suriname, Französisch-Guayana, Brasilien, Ecuador mit Galapagosinseln, Peru, Bolivien, Paraguay und Argentinien vorkommt. Der Bestand wird von der IUCN als nicht gefährdet (Least Concern) eingeschätzt.

## Merkmale
Das Goldschnabel-Sumpfhuhn erreicht ein Körpergewicht von 43 bis 79 g bei einer Körperlänge von etwa 18 bis 20 cm. Der hellgrüne Schnabel ist auf der basalen Hälfte leuchtend rot, die Augen Scharlach orange und die Beine pfirsichrot. Der Oberkopf und die Oberseite sind dunkel olivbraun. Die Seiten des Kopfes oberhalb der Augen, der Vorderhals und Unterseite sind grau. Die Kehle ist weißlich, die grob gebänderten, weißen, flaumigen Flanken und Unterschwanzdecken sind schwarz. Jungvögel wurden bisher nicht genau beschrieben, haben aber einen matteren Schnabel, eine graue Iris und hellbraune Beine und Füße. Außerdem haben sie einen hellgrauen, schwach gebänderten Bauch und einen dunkleren, grüneren Schnabel ohne Rot an der Basis.

## Lautäußerungen
Der Gesang des Goldschnabel-Sumpfhuhn besteht aus einer langen, allmählich ansteigenden Abfolge von bis zu 36 staccatoartigen, etwas kläffenden kjek-Tönen. Gelegentlich folgen drei bis vier kurze, schnarrende Töne in fallender Tonhöhe, wobei der letzte ein drei Sekunden langes, flaches Geträller ist. Ebenso gehören froschartige, kehlig klingende, summende Einzeltöne, die wie qurrrk und ook klingen, sowie ein sanftes, leises Schnurren zum Lautrepertoire. Die Alarmrufe klingen wie ein scharfes twock.

## Fortpflanzung
Das Goldschnabel-Sumpfhuhn ist in Venezuela im Juli in Brutstimmung, auf Galapagos von November bis Februar. Im Nordosten Brasiliens wurde ein Gelege mit fünf Eiern, die im späten März gelegt wurden, entdeckt. In einem anderen Nest schlüpften die Küken am 21. April. Weitere Küken wurden von April bis Juni fotografiert. Im Südosten Brasiliens wurde ein Paar mit Jungen im Daunenkleid noch im späten Oktober gesichtet. Es wird häufig paarweise gesehen. Das Nest ist eine Schale aus grünem Gras, das auf oder in der Nähe des Bodens in grasbewachsener Vegetation platziert wird. Zu den erfassten Standorten der Nester zählen landwirtschaftliche Felder bzw. in Venezuela Maisfelder.

## Verhalten und Ernährung
Über die Ernährung des Goldschnabel-Sumpfhuhns ist relativ wenig bekannt. Es ist bekannt, dass es sich von Doppelfüßern, Insekten inklusive Käfern und Samen inklusive Grassamen ernährt. Wirbellose sammelt es auf der Erde und  von Laubstreu auf. Dabei sucht es in der Morgen- und Abenddämmerung in Pfützen, manchmal an Feldwegen und auf offenen Stellen neben dichter Vegetation nach Nahrung.

## Verbreitung und Lebensraum

Verbreitungsgebiet (grün) des Goldschnabel-Sumpfhuhns

Das Goldschnabel-Sumpfhuhn bevorzugt Schilf, Lagunen, grasbewachsene Sümpfe, üppiges Gras, feuchte bis trockene Weiden, Reisfelder, Maisfelder, Gärten, Entwässerungsgräben, überwucherte Buschflächen und feuchte Wälder. In Panama bewegt es sich im selben Lebensraum wie die Weißkehlralle (Laterallus albigularis). In Südamerika wird der bevorzugter Lebensraum der Art als dichte Sumpfvegetation und feuchte Sekundärwälder in überfluteten Savannen oder hauptsächlich eine Art auf Gras und im Dickicht beschrieben. Es kommt von den Tropen bis in die gemäßigten Zonen vor. Dabei wurde es in Höhenlagen bis 3375 Metern nachgewiesen.

## Migration
Es liegen keine Hinweise auf regelmäßige Wanderungen des Goldschnabel-Sumpfhuhns vor, doch gibt es viele Aufzeichnungen außerhalb des normalen Verbreitungsgebiets, die entweder auf Migration oder vagabundierende Gewohnheiten hinweisen. Eine Aufzeichnung am Río Frío in Costa Rica aus dem August 1987 und im Biologischen Reservat Hitoy Cerere  in der Cordillera de Talamanca aus dem Jahr 1985 könnten solche Hinweise sein. Auch wurden im November 1981 in Changuinola zwei Exemplare gesammelt, doch konnte man  im April oder Juni keine weiteren Exemplare der Art entdecken. Vermutlich handelt es sie in dem Gebiet um Strichvögel.  Mehrere Funde stammen aus den Savannen um Bogotá und Ubaté und meist nur im Zeitraum von März bis April, darunter eines in den Straßen von Bogotá. In einem Vorstadtgarten von La Paz in Bolivien wurde ein Exemplar in 3375 Metern Höhe gesichtet.  In Nordvenezuela wurde es von Mai bis Juni auf Rancho Grande im Nationalpark Henri Pittier von beleuchteten Fenstern angelockt. Aus Südvenezuela wurde es von Jägern als saisonales Vorkommen in Caicara del Orinoco gemeldet, wo es im August in großer Anzahl auftauchte. Ein Exemplar wurde in der Gran Sabana nach Einbruch der Dunkelheit am höchsten Abschnitt einer Straße während eines Regengusses im Juli 1997 beobachtet. Zufallsentdeckungen aus Texas und Virginia sind vermutlich auf Ausbrecher aus der Gefangenschaft zurückzuführen.

## Unterarten
Es sind folgende Unterarten bekannt:
- Mustelirallus erythrops olivascens (Chubb, C, 1918)[4] kommt von Panama über die Guyanas südlich über Brasilien bis ins nördliche Argentinien vor. Die Unterart ist dunkler und hat weniger weiß an der Kehle.[2]
- Mustelirallus erythrops erythrops (Sclater, PL, 1867)[5] ist auf Galapagos und der Küste Perus verbreitet.

## Etymologie und Forschungsgeschichte

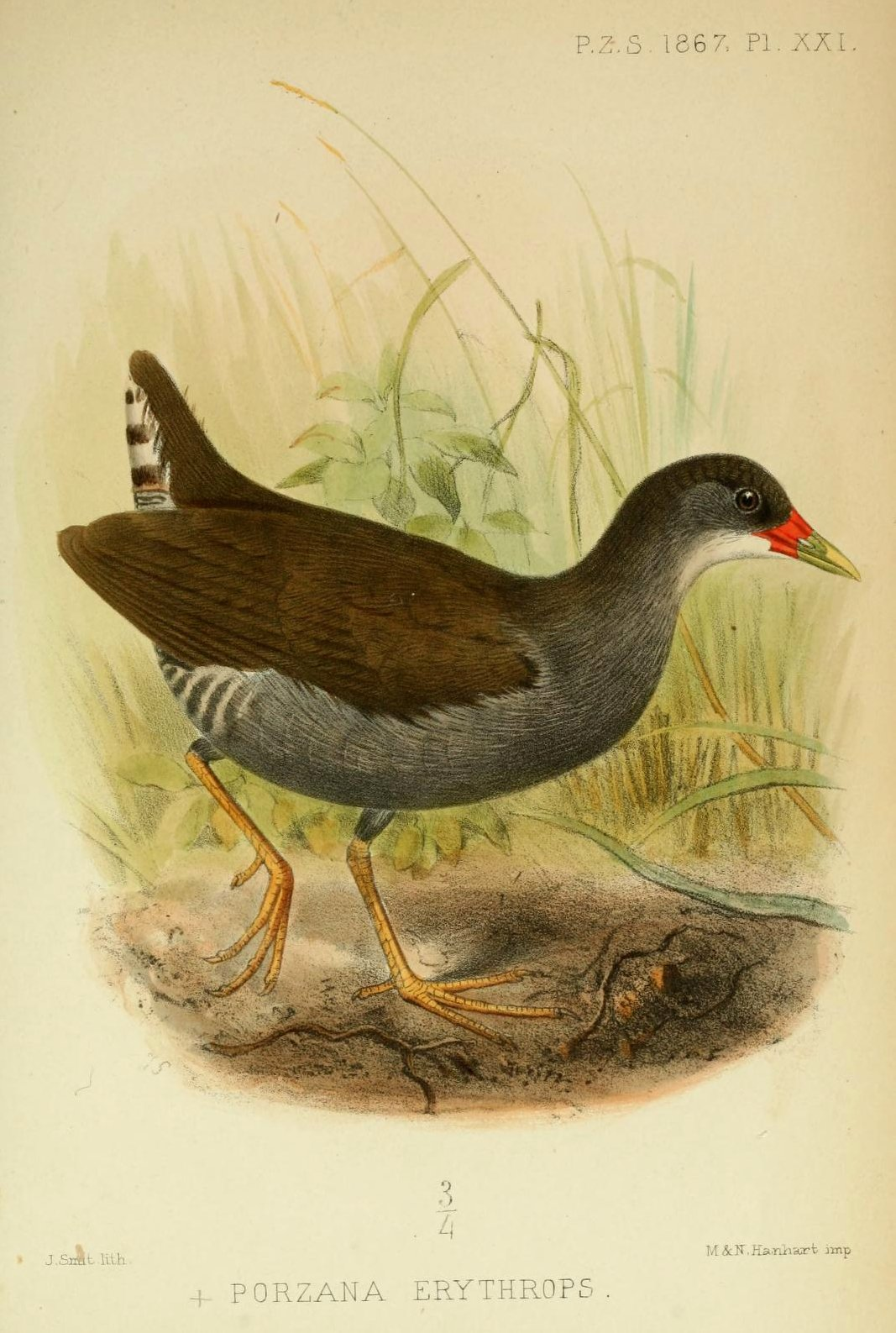
Goldschnabel-Sumpfhuhn illustriert von Joseph Smit als Bestandteil der Originalbeschreibung

Die Erstbeschreibung des Weißkehl-Sumpfhuhns erfolgte 1867 durch Philip Lutley Sclater unter dem wissenschaftlichen Namen Porzana erythrops. Als Verbreitungsgebiet gab er die Umgebung von Lima an. 1856 führte Charles Lucien Jules Laurent Bonaparte die neue Gattung Mustelirallus ein. Dieser Begriff ist ein Wortgebilde aus lateinisch mustelinus, mustela, mus, muris ‚Wiesel gleich, Wiesel, Maus‘ und vermutlich dem Französischen Rasle, Râle für die Ralle. Der Artname erythrops setzt sich aus ερυθρος erythros, deutsch ‚rot‘ und ωψ, ωπος ōps, ōpos, deutsch ‚Auge, Gesicht, Antlitz‘ zusammen. Olivascens hat seinen Ursprung in lateinisch olivaceus, oliva ‚olivgrün, olivfarben, Olive‘.